# Labyrinthomyces
Labyrinthomyces es un género de hongos en la familia Tuberaceae. Este género de trufas fue circunscrito por Karel Bernard Boedijn en 1939, y contiene siete especies nativas de Australia.